# Vugge til vugge
Vugge til vugge (engelsk: Cradle to Cradle) er en ny produktions-filosofi skabt af den amerikanske arkitekt William McDonough og den tyske kemi professor Dr. Michael Braungart.
Hovedtanken i vugge til vugge produktionsfilosofien er enkel at beskrive: Alt hvad der bliver produceret skal i alle produktets livsfaser kun forårsage et minimum af spild, specielt forstået som forurening og affald. Restprodukter fra en produktion må søges genanvendt, til at indgå som en bestanddel af produktionsmaterialet for et nyt produkt, som så igen kan genanvendes til at skabe en række nye produkter. Rækken af led hvori et produkts materialer kan genanvendes forsøges optimeret.
En række multinationale virksomheder har vist interesse for tankegangen, og forsøger at føre produktionsprincippet ud i livet på forsøgsbasis.[kilde mangler]
Vugge til vugge kan siges at ville omfatte to aspekter: De biologiske ressourcer i produktionen og de teknologiske ressourcer. De teknologiske ressourcer vil kunne bibeholdes og genanvendes, mens de biologiske ressourcer vil kunne nedbrydes (C2C).